# Jon-Svenstjärnen
Jon-Svenstjärnen är en sjö i Åsele kommun i Lappland och ingår i Gideälvens huvudavrinningsområde.